# Maria Elisabetta Alberti Casellati

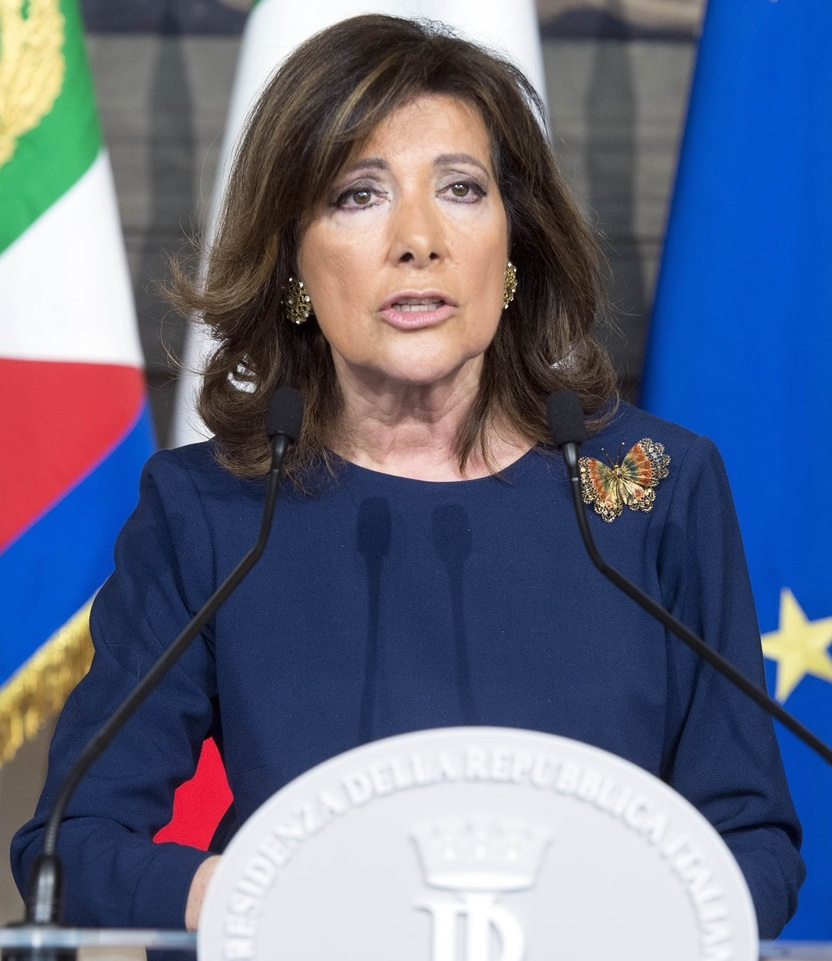
Maria Elisabetta Alberti Casellati (2018)

Maria Elisabetta Alberti Casellati (* 12. August 1946 in Rovigo, Venetien als Maria Elisabetta Alberti) ist eine italienische Politikerin der Forza Italia. Von 2018 bis 2022 war sie Präsidentin des italienischen Senats. Seit Oktober 2022 ist sie Ministerin für institutionelle Reformen im Kabinett Meloni.

## Leben
Maria Elisabetta Alberti wuchs in einer Adelsfamilie aus Venetien auf. Sie studierte Jura an der Universität Ferrara und Kirchenrecht an der Päpstlichen Lateranuniversität in Rom. Sie ist verheiratet mit dem Rechtsanwalt Giambattista Casellati, mit dem sie in Padua eine Anwaltskanzlei führt und dessen Nachnamen sie als Doppelname führt. Das Paar hat zwei erwachsene Kinder und wohnt in Padua. Ihre Tochter ist die Journalistin Ludovica Casellati, ihr Sohn der Orchesterdirigent und frühere Anwalt Alvise Casellati (* 1973).

## Politische Karriere
Alberti Casellati gehörte zu den Gründern von Silvio Berlusconis Partei Forza Italia, für die sie 1994 erstmals in den Senat gewählt wurde. In der Legislaturperiode 1994–96 war sie Vorsitzende des Ausschusses für Hygiene und Gesundheit. Bei der Parlamentswahl 1996 verlor sie ihren Sitz im Senat, 2001 zog sie jedoch erneut ein. Seither war sie ohne Unterbrechung bis 2014 im Oberhaus des italienischen Parlaments vertreten. Sie war 2001–02 Vorsitzende des parlamentarischen Ausschusses (beider Kammern) für regionale Fragen, von 2001 bis 2005 Vizepräsidentin des Senats und von 2002 bis 2005 Vorsitzende des Ausschusses für Gleichstellung im Senat. In den Kabinetten Berlusconi II und III amtierte sie von Dezember 2004 bis Mai 2006 als Staatssekretärin im Gesundheitsministerium.
In der Legislaturperiode 2006–08 war Alberti Casellati stellvertretende Fraktionsvorsitzende der Forza Italia im Senat. In Berlusconis viertem Kabinett war sie von Mai 2008 bis November 2011 Staatssekretärin im Justizministerium. Ab 2009 gehörte sie der Mitte-rechts-Sammelpartei Il Popolo della Libertà (PdL) an, in der Forza Italia zwischenzeitlich aufgegangen war, die jedoch 2013 wieder zum früheren Parteinamen zurückkehrte. Im September 2014 wurde Alberti Casellati in den Consiglio Superiore della Magistratura (oberster Justizrat) gewählt und gab dafür ihren Sitz im Senat auf.
Bei der Parlamentswahl 2018 kandidierte sie im Wahlkreis Venetien 1 (Venedig) erneut mit Erfolg für einen Sitz im Senat. Vom 24. März 2018 bis zum Ende der 18. Legislaturperiode war sie die 22. Präsidentin des italienischen Senats und die erste Frau in diesem Amt.
Bei den Wahlen zum Amt des Staatspräsidenten wurde sie vor dem fünften Wahlgang am 28. Januar 2022 vom Mitte-Rechts-Bündnis (Forza Italia, Lega, Fratelli d’Italia) als Kandidatin und Nachfolgerin von Sergio Mattarella vorgeschlagen, erreichte aber bei der Wahl nicht die geforderte absolute Stimmenmehrheit.

## Ehrungen und Auszeichnungen
- 2019: Gran Croce di grazia del Sacro Militare Ordine Costantiniano di San Giorgio (Dama)[8]